# Aegapheles deshaysiana
Aegapheles deshaysiana är en kräftdjursart som först beskrevs av H. Milne Edwards 1840.  Aegapheles deshaysiana ingår i släktet Aegapheles och familjen Aegidae. Inga underarter finns listade i Catalogue of Life.